# Signosomopsis argentea
Signosomopsis argentea är en tvåvingeart som beskrevs av Townsend 1914. Signosomopsis argentea ingår i släktet Signosomopsis och familjen parasitflugor.
Artens utbredningsområde är Peru. Inga underarter finns listade i Catalogue of Life.